# Běloruská gubernie

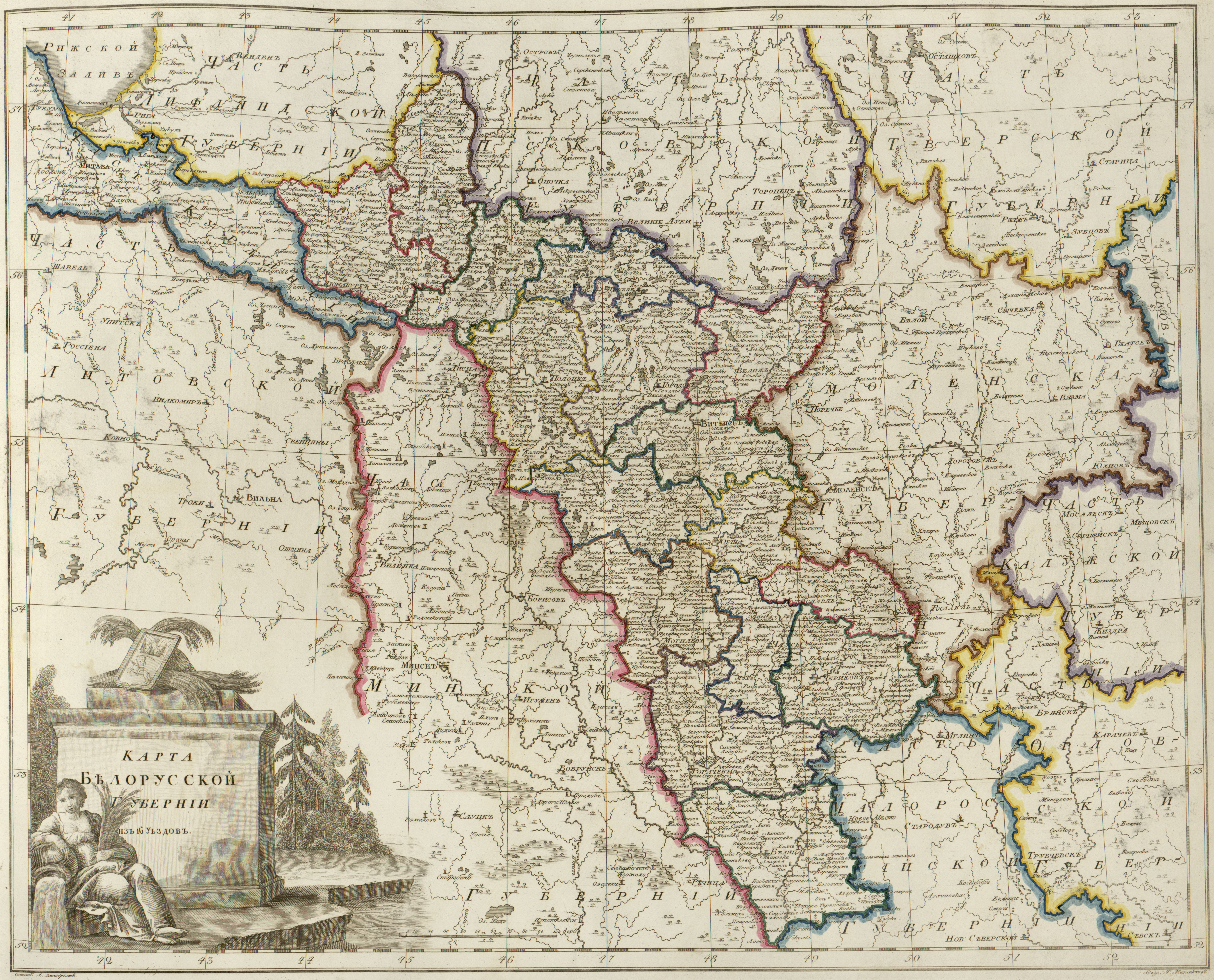
Mapa gubernie

Běloruská gubernie (bělorusky Беларуская губэрня, rusky Белорусская губерния) byla jedna z gubernií carského Ruska v letech 1796–1801 se 16 okresy. Když se k ní připojila Mohylevská a Polocká gubernie v roce 1801, byl Alexandr I. nucen provést administrativně-teriroriální reformu v důsledku velikosti celé gubernie. Podle ní byla gubernie rozdělena na Mohylevskou a Vitebskou gubernii. Hlavním městem gubernie byl Vitebsk.